# 永和鎮 (瀏陽市)
永和鎮（えいわちん）は中華人民共和国湖南省長沙市瀏陽市の鎮。

## 行政区画
- 永福村（2015年、孚田村、新聯村が合併し、現在の永福村が発足。）
- 佳成村
- 金盆村
- 石佳村
- 井泉村
- 鉄山村
- 獅子山村
- 升平村（2015年、升平村、荷塘村が合併し、現在の升平村が発足。）
- 增加台村
- 七宝山村（2015年、蒋埠江村、宝山村が合併し、現在の七宝山村が発足。）
- 菊香社区（2015年、永宝村、菊渓社区が合併し、現在の菊香社区が発足。）

## 歴史
清代の雍正十一年（1733年）、永和市に設立。
1912年、「永和鎮」と改称。
1949年、永和鎮に属する瀏陽東区管轄。
1950年、「永和郷」と改称。
1959年、横山郷と合併して七宝山公社が発足。
1961年、「永和公社」と改称。
1973年、永和鎮に昇格。
2015年、七宝山郷、永和鎮が合併し、現在の永和鎮が発足。

## 経済

### 名物・特産品
- リン鉱石（全国六大基地の1つ[4]。）
- 菊花石
- 海泡石
- 銅
- 鉄
- 亜鉛
- 硫

## 地理
永和鎮は瀏陽市の東部に位置し、北は官渡鎮、張坊鎮と、東は小河郷と、西は古港鎮、沿渓鎮と、南は文家市鎮、中和鎮、高坪鎮とそれぞれ接している。
- 河川：大渓河
- ダム湖：株樹橋水庫
- 山：天岩寨（標高566.6メートル）

## 教育
- 永和中学

## 交通

### 道路
- 県道：X003

## 観光
- 紅一方面軍成立旧址
- 白馬洲濕地

## 出身有名人
- 李貞：中国人民解放軍少将
- 唐亮：中国人民解放軍上将
- 張啓龍